# Forami interventricolari di Monro
Nel cervello, i forami interventricolari di Monro sono canali che realizzano un collegamento tra i ventricoli laterali e il terzo ventricolo sulla mediana dell'encefalo. Come tali, essi consentono al fluido cerebrospinale (CSF), prodotto nei ventricoli laterali, di raggiungere il terzo ventricolo e successivamente il resto del sistema ventricolare del cervello. Le pareti dei forami interventricolari contengono anche il plesso coroideo, una struttura dedicata alla produzione del fluido cerebrospinale.

## Struttura
I forami interventricolari sono costituiti da due fori (dal latino:  foramen) che permettono il collegamento dei ventricoli cerebrali laterali sinistro e destro con il terzo ventricolo. Essi si trovano nella parte inferiore dei ventricoli laterali, vicino alla linea mediana e si inseriscono nel terzo ventricolo nel punto in cui la sua parete superiore incontra quella anteriore. Di fronte al forame si trova il fornice e posteriormente vi è il talamo. Normalmente un forame di Monro si presenta con una forma a mezzaluna arrotondata; le sue dimensioni aumentano a seconda delle dimensioni dei ventricoli laterali.

### Sviluppo fetale
Lo sviluppo e la forma del sistema ventricolare si riferiscono allo sviluppo differenziale delle diverse parti del cervello, con il sistema ventricolare che deriva, in ultima analisi, dal tubo neurale. Durante lo sviluppo fetale, i ventricoli laterali rimangono collegati al terzo ventricolo, sviluppandosi a loro volta da esso. Il forame cresce lentamente in avanti e verso l'esterno mentre il fornice aumenta di dimensioni.

## Funzione
I forami interventricolari mettono in comunicazione i ventricoli laterali con il terzo ventricolo. Ciò consente al liquido cerebrospinale prodotto nei ventricoli laterali di raggiungere il terzo ventricolo e, successivamente, il resto del sistema ventricolare del cervello.
Le pareti dei forami interventricolari contengono il plesso coroideo, una struttura specializzata nella produzione del fluido cerebrospinale. Il plesso coroideo del terzo ventricolo continua attraverso i forami nei ventricoli laterali.
I rami finali delle arterie coroidali posteriori mediali, il talamo striato superiore, le vene coroideali e le vene settetriche superiori, sono anch'esse strutture che passano attraverso i forami.

## Significato clinico
I forami interventricolari di Monro danno origine a patologie quando si restringono o si bloccano. Un restringimento risulta più comune nei bambini ed è legato ad infiammazioni e cicatrici di infezioni congenite, in particolare da infezioni trasmesse verticalmente; anomalie dello sviluppo, tra cui quelle che coinvolgono l'arteria basilare e il plesso coroideo; le anomalie di crescita del tessuto circostante, come la cisti colloide, l'astrocitoma subependimale a cellule giganti, i noduli e gli amartomi.
Il sintomo più comune del blocco è l'emicrania; altri sintomi includono svenimenti, demenza e stato comatoso, tutti associati ad un idrocefalo ostruttivo del lato o dei lati affetti. L'idrocefalo può essere identificato grazie a immagini dell'encefalo ottenute tramite tomografia computerizzata o risonanza magnetica, mentre il trattamento prevede un'operazione neurochirurgica in cui viene utilizzato un endoscopio per allargare il forame o creare una nuova apertura attraverso il septum pellucidum tra i ventricoli laterali. Se vi è la presenza di una massa ostruente troppo grande o troppo difficile da rimuovere per via endoscopica, può essere necessaria un'operazione a cielo aperto o l'inserimento di un percorso artificiale tra i ventricoli e il peritoneo. A causa della posizione interna nel cervello di queste vie, tali procedure possono causare danni alle strutture vicine, con diverse complicazioni che includono l'amnesia anterograda, l'impossibilità di muovere la metà del corpo, il mutismo acinetico e la sindrome da disconnessione cerebrale.